# Elói Róggia
Elói Róggia SAC (* 18. September 1942 in Faxinal do Soturno, Rio Grande do Sul, Brasilien) ist ein brasilianischer römisch-katholischer Ordensgeistlicher und emeritierter Prälat von Borba.

## Leben
Elói Róggia trat der Ordensgemeinschaft der Pallottiner bei, legte am 2. Februar 1965 die erste Profess ab und studierte anschließend Theologie und Philosophie am Priesterseminar des Bistums Santa Maria. Er empfing am 19. Dezember 1971 die Priesterweihe und war ab 1973 als Pfarrer und Missionar in verschiedenen Pfarreien des Amazonasbeckens sowie in der Novizenausbildung seines Ordens tätig. Von 1996 bis 1998 war er Provinzökonom des Ordens.
Papst Benedikt XVI. ernannte ihn am 3. Mai 2006 zum Prälaten der Territorialprälatur Borba im brasilianischen Bundesstaat Amazonas. Er empfing am 14. Juli desselben Jahres die Bischofsweihe durch den Erzbischof von Maringá, Anuar Battisti; Mitkonsekratoren waren der Bischof von Toledo, Francisco Carlos Bach, und der Bischof von Coari, Gutemberg Freire Régis CSsR.
Papst Franziskus nahm am 20. September 2017 seinen altersbedingten Rücktritt an.